# Przysieki (stacja kolejowa)
Przysieki – stacja kolejowa w Przysiekach, w województwie podkarpackim, w Polsce.

## Ruch pasażerski
| Rok  | Wymiana pasażerska na dobę |
| ---- | -------------------------- |
| 2017 | 0-9                        |
| 2022 | 0-9                        |

Linię kolejową ze stacją w Trzcinicy zbudowano z polecenia władz Cesarstwa Austriackiego i oddano do użytku dnia 20 sierpnia 1884. W 1952 zmieniono nazwę stacji na Przysieki. Linię zelektryfikowano na odcinku  Stróże – Jasło w 1988, a zmodernizowano w 2013. Z dniem 1 stycznia 2010 całkowicie wyłączono ruch pasażerski na odcinku Biecz – Jasło. Wznowiono go w październiku 2017. W Przysiekach zaczynała się linia do Gamratu, którą 1 września 2005 rozebrano.
Budynek stacyjny i toalety mają wartość zabytkową.
Z historii
- Czech Jan Kominek uruchomił w pobliżu stacji w 1845 browar parowy i wykorzystywał linię kolejową do dystrybucji piwa.
- 2 lutego 1943 roku doszło do tragicznego w skutkach wydarzenia na stacji kolejowej w Przysiekach, gdy wybuchł pożar cysterny z paliwem przeznaczonym na front wschodni. Tego dnia na stację wjechał pociąg towarowy z wagonami z węglem, cysterna z benzyną i naftą oraz kryty wagon z amunicją.
- Wiosną 1943 oddział Gwardii Ludowej dowodzony przez Wojciecha Kwilosza (ps.Tomek) zniszczył urządzenia ruchowe na stacji kolejowej w Przysiekach, powodując 48 godzinną przerwę w ruchu[6].
- Po wojnie 5 maja 1945 na stacji w Przysiekach pojawił się pierwszy pociąg z Jasła do Stróż.
- 26 listopada 1976 w obrębie stacji zginął tragicznie pod kołami pociągu Jan Przybyłowicz ówczesny dyrektor Technikum Rachunkowości Rolnej w Trzcinicy[7].
- 1 września 1985 odbyła się uroczystość upamiętnienia ofiar drugiej wojny światowej przez umieszczenie tablicy na budynku stacyjnym PKP w Przysiekach[8]. Tragiczne wydarzenia miały miejsce w lutym 1943, kiedy to na stacji wybuchł pożar cysterny z paliwem na front wschodni. Gestapo z Jasła uznając wydarzenie za sabotaż rozstrzelało trzy osoby (Marię Ławryś, mieszkającą najbliżej stacji, Bronisława Słotę, młynarza z pobliskiego młyna oraz podróżnego o nieustalonym imieniu i nazwisku), kilkanaście aresztowało i wywiozło do Oświęcimia. W obozach życie stracili: Stanisław Barzyk (Majdanek), Władysław Barzyk, Stanisław Jarecki i Jan Przybyłowicz (Oświęcim).

## Galeria

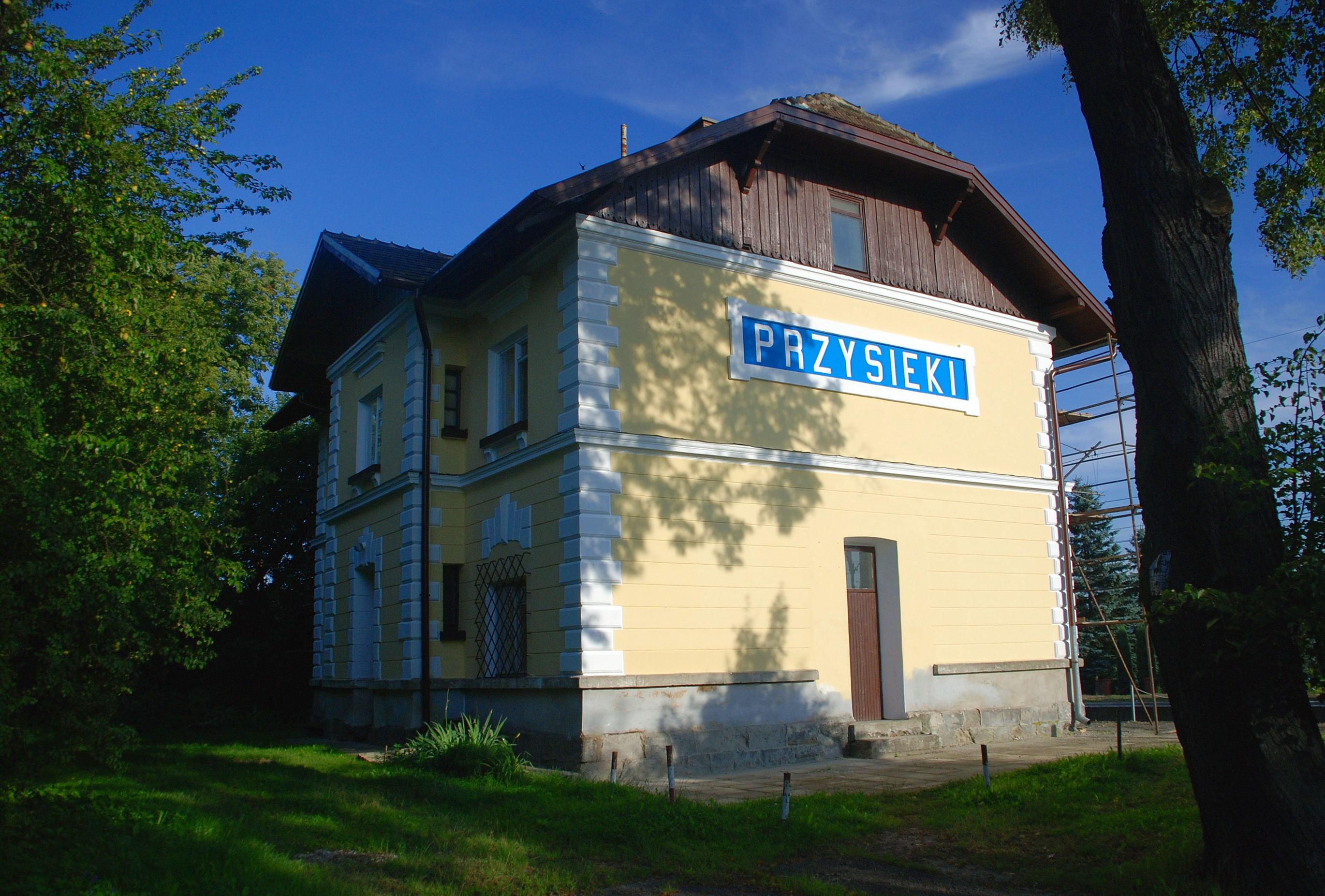
Zabytkowy budynek stacyjny
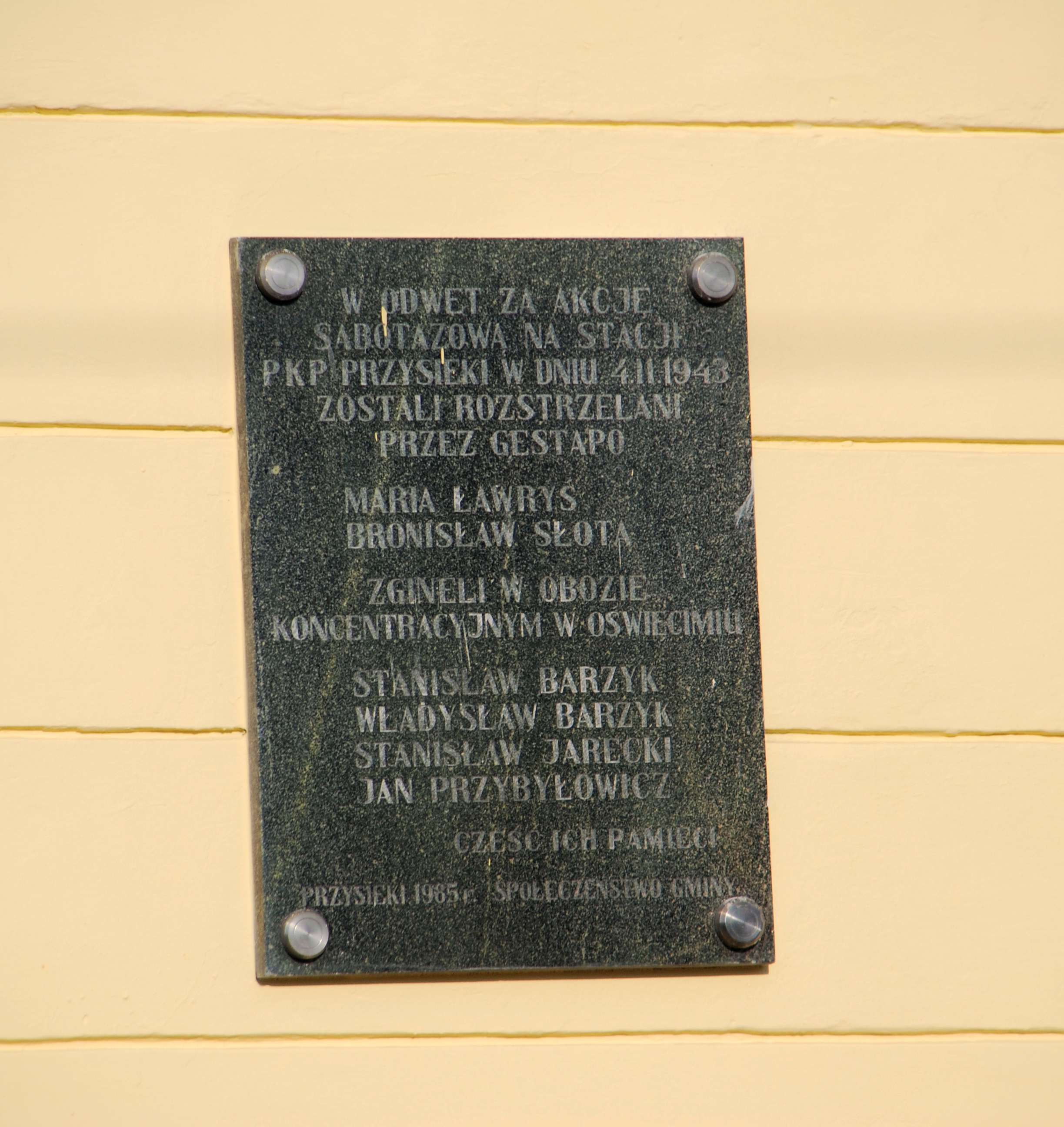
Tablica pamiątkowa
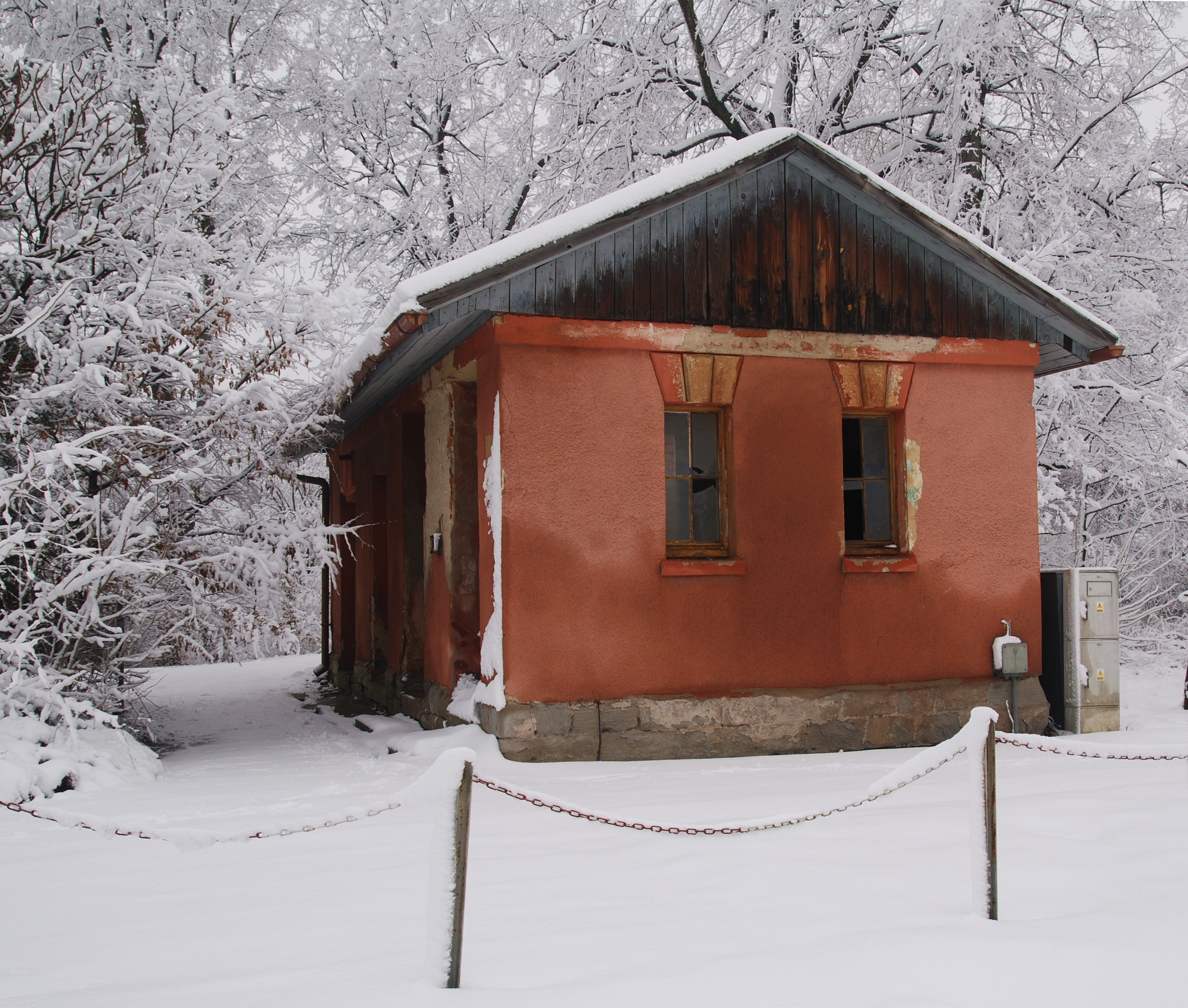
Zabytkowe toalety
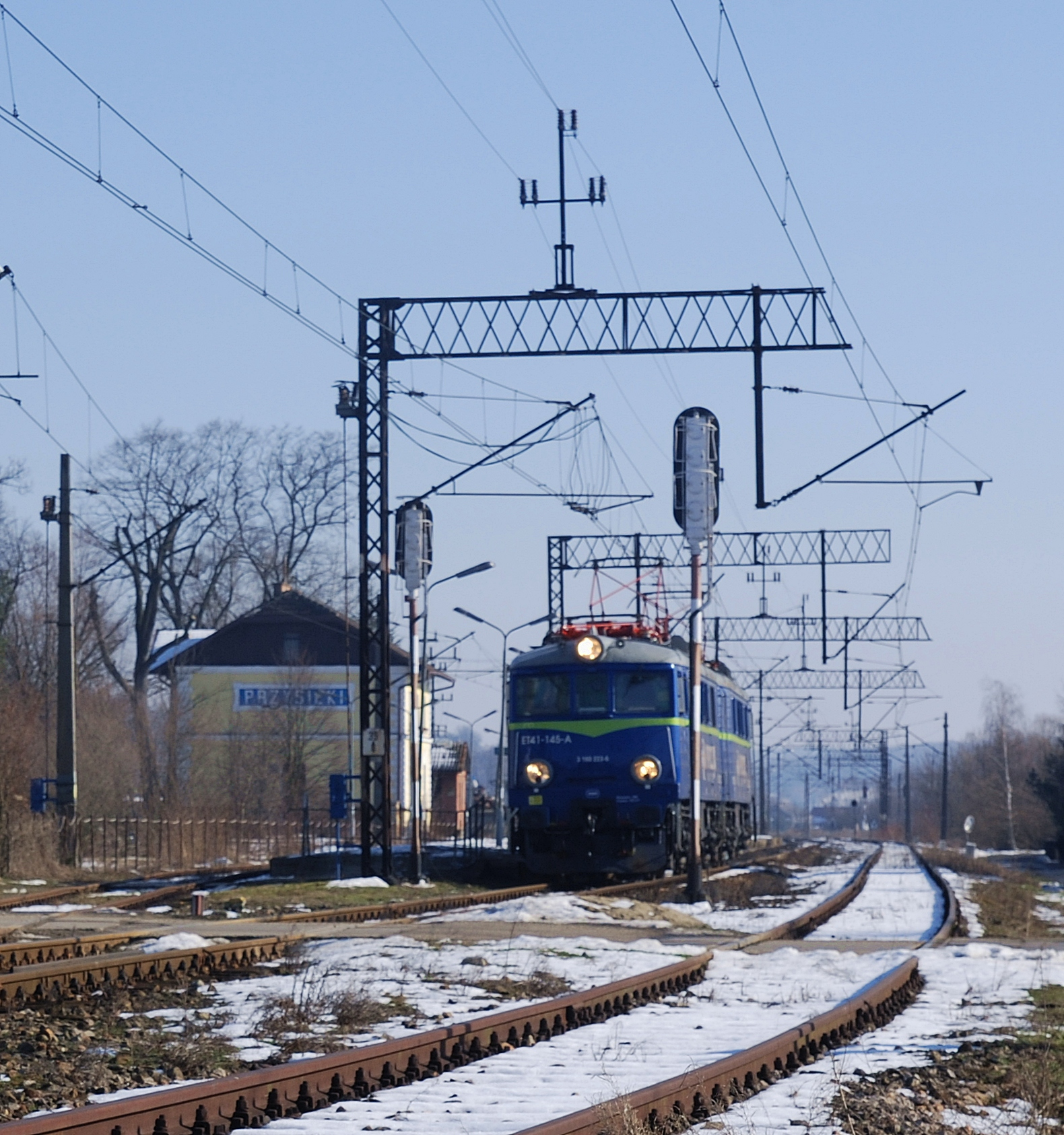
Widok ogólny